# 16. ceremonia wręczenia Satelitów
16. ceremonia wręczenia Satelitów za rok 2011, odbyła się 18 grudnia 2011 roku w Los Angeles. Nominacje do tej nagrody zostały ogłoszone przez IPA 1 grudnia.

## Laureaci i nominowani
Laureaci nagród wyróżnieni są wytłuszczeniem

### Produkcje kinowe

#### Najlepszy film
- Spadkobiercy
  - Moneyball
  - Drive
  - Artysta
  - Wstyd
  - Szpieg
  - Hugo i jego wynalazek
  - Czas wojny
  - O północy w Paryżu
  - Służące

#### Najlepsza aktorka w filmie fabularnym
- Viola Davis − Służące
  - Vera Farmiga − Przełamując wiarę
  - Michelle Williams − Mój tydzień z Marilyn
  - Emily Watson − Oranges and Sunshine
  - Charlize Theron − Kobieta na skraju dojrzałości
  - Glenn Close − Albert Nobbs
  - Olivia Colman − Tyranozaur
  - Michelle Yeoh − Lady
  - Elizabeth Olsen − Martha Marcy May Marlene
  - Meryl Streep − Żelazna Dama

#### Najlepszy aktor w filmie fabularnym
- Ryan Gosling − Drive
  - Leonardo DiCaprio − J. Edgar
  - Michael Fassbender − Wstyd
  - George Clooney − Spadkobiercy
  - Brendan Gleeson − Gliniarz
  - Michael Shannon − Take Shelter
  - Tom Hardy − Wojownik
  - Woody Harrelson − Brudny glina
  - Gary Oldman − Szpieg
  - Brad Pitt − Moneyball

#### Najlepsza aktorka w roli drugoplanowej
- Jessica Chastain − Drzewo życia
  - Janet McTeer − Albert Nobbs
  - Octavia Spencer − Służące
  - Vanessa Redgrave − Koriolan
  - Rachel McAdams − O północy w Paryżu
  - Lisa Feret − Siostra Mozarta
  - Judy Greer − Spadkobiercy
  - Kate Winslet − Rzeź
  - Elle Fanning − Siostra Mozarta, Super 8
  - Carey Mulligan − Wstyd

#### Najlepszy aktor w roli drugoplanowej
- Albert Brooks − Drive
  - Viggo Mortensen − Niebezpieczna metoda
  - Hugo Weaving − Oranges and Sunshine
  - Kenneth Branagh − Mój tydzień z Marilyn
  - Colin Farrell − Szefowie wrogowie
  - Andy Serkis − Geneza planety małp
  - Nick Nolte − Wojownik
  - Jonah Hill − Moneyball
  - Christopher Plummer − Debiutanci
  - Christoph Waltz − Rzeź

#### Najlepsza reżyseria
- Nicolas Winding Refn − Drive
  - Tate Taylor − Służące
  - Alexander Payne − Spadkobiercy
  - Steven Spielberg − Czas wojny
  - Martin Scorsese − Hugo i jego wynalazek
  - John Michael McDonagh − Gliniarz
  - Tomas Alfredson − Szpieg
  - Woody Allen − O północy w Paryżu
  - Steve McQueen − Wstyd
  - Michel Hazanavicius − Artysta

#### Najlepszy scenariusz oryginalny
- Terrence Malick − Drzewo życia
  - John Michael McDonagh − Gliniarz
  - Abi Morgan i Steve McQueen − Wstyd
  - Rene Feret − Siostra Mozarta
  - Paddy Considine − Tyranozaur
  - Michel Hazanavicius − Artysta

#### Najlepszy scenariusz adaptowany
- Alexander Payne, Jim Rash i Nat Faxon − Spadkobiercy
  - Tate Taylor − Służące
  - Lee Hall i Richard Curtis − Czas wojny
  - Glenn Close, Gabriella Prekop i John Banville − Albert Nobbs
  - Joe Cornish, Edgar Wright i Steven Moffat − Przygody Tintina
  - Aaron Sorkin i Steven Zaillian − Moneyball

#### Najlepszy film zagraniczny
- Mysteries of Lisbon
  -  Miss Bala
  -  Rozstanie
  -  Chłopiec na rowerze
  -  Koń turyński
  -  Akacje
  -  13 zabójców
  -  Siostra Mozarta
  -  Człowiek z Hawru
  -  Faust

#### Najlepszy film animowany lub produkcja wykorzystująca live action
- Przygody Tintina
  - Kung Fu Panda 2
  - Muppety
  - Kot w butach
  - Rango
  - Rio

#### Najlepsza muzyka
- Marco Beltrami − Surferka z charakterem
  - Michael Giacchino − Super 8
  - Cliff Martinez − Drive
  - Alexandre Desplat − Harry Potter i Insygnia Śmierci. Część II
  - John Williams − Czas wojny
  - James Newton Howard − Woda dla słoni

#### Najlepsza piosenka
- Lay Your Head Down z filmu Albert Nobbs
  - Man Or Muppet z filmu Muppety
  - Gathering Stories z filmu Kupiliśmy zoo
  - Hello Hello z filmu Gnomeo i Julia
  - Life Is A Happy Song z filmu Muppety
  - Bridge Of Light z filmu Happy Feet: Tupot małych stóp 2

#### Najlepsze zdjęcia
- Janusz Kamiński − Czas wojny
  - Bruno Delbonnel − Faust
  - Emmanuel Lubezki − Drzewo życia
  - Newton Thomas Sigel − Drive
  - Guillaume Schiffman − Artysta
  - Robert Richardson − Hugo i jego wynalazek

#### Najlepszy montaż
- Chris Gill − Gliniarz
  - Michael Kahn − Czas wojny
  - Mat Newman − Drive
  - Joe Walker − Wstyd
  - Kevin Tent − Spadkobiercy
  - Aaron Marshall, John Gilroy, Matt Chesse i Sean Albertson − Wojownik

#### Najlepsza scenografia i dekoracja wnętrz
- Gregory S. Hooper i Laurence Bennett − Artysta
  - Jack Fisk − Woda dla słoni
  - Sebastian T. Krawinkel i Stephan O. Gessler − Anonimus
  - Isabel Branco − Mysteries of Lisbon
  - Dante Ferretti i Francesca Lo Schiavo − Hugo i jego wynalazek
  - Jiri Trier i Jelena Żukowa − Faust

#### Najlepsze kostiumy
- Jacqueline West − Woda dla słoni
  - Lisy Christl − Anonimus
  - Isabel Branco − Mysteries of Lisbon
  - Michael O’Connor − Jane Eyre
  - Mark Bridges − Artysta
  - Lidija Krijukowa − Faust

#### Najlepsze efekty specjalne
- Robert Legato − Hugo i jego wynalazek
  - John Frazier, Matthew Butler, Scott Benza i Scott Farrar − Transformers 3
  - Dennis Muren, Kim Libreri, Paul Kavanagh i Russell Earl − Super 8
  - David Vickery, Greg Butler, John Richardson i Tim Burke − Harry Potter i Insygnia Śmierci. Część II
  - Ben Morris − Czas wojny
  - Jeff Capogreco, Joe Letteri i R. Christopher White − Geneza planety małp

#### Najlepszy dźwięk
- Dave Patterson, Lon Bender, Robert Fernandez i Victor Ray Ennis − Drive
  - Andy Nelson, Anna Behlmer, Ben Burtt, Mark Ulano, Matthew Wood i Tom Johnson − Super 8
  - Christopher Scarabosio, Craig Berkey, Erik Aadahl, Jeremy Peirson, John Pritchett i Kirk Francis − Drzewo życia
  - Andy Nelson, Gary Rydstrom, Richard Hymns, Stuart Wilson i Tom Johnson − Czas wojny
  - Erik Aadahl, Ethan Van der Ryn, Gary Summers, Greg P. Russell, Jeffrey J. Haboush i Peter J. Devlin − Transformers 3
  - Adam Scrivener, James Mather, Mike Dowson, Stuart Hilliker i Stuart Wilson − Harry Potter i Insygnia Śmierci. Część II

#### Najlepszy film dokumentalny
- Senna
  - Projekt Nim
  - The Interrupters
  - Bill Hicks. Amerykanin
  - Moja pieriestrojka
  - Jaskinia zapomnianych snów
  - Under Fire: Journalists in Combat
  - One Lucky Elephant
  - Pina
  - Tabloid

### Produkcje telewizyjne

#### Najlepszy serial dramatyczny
- Justified: Bez przebaczenia, FX
  - Breaking Bad, AMC
  - Treme, HBO
  - Synowie Anarchii, FX
  - Friday Night Lights, NBC-DirecTV
  - Zakazane imperium, HBO

#### Najlepszy serial komediowy
- U nas w Filadelfii, FX
  - Słowo na R, Showtime
  - Odcinki, Showtime
  - Współczesna rodzina, ABC
  - Louie, FX
  - Community, NBC

#### Najlepszy miniserial lub film telewizyjny
- Mildred Pierce, HBO
  - Cinema Verite, HBO
  - Ósma strona, PBS
  - Thurgood, HBO
  - Zbyt wielcy, by upaść, HBO
  - Downton Abbey, ITV

#### Najlepszy serial gatunkowy
- American Horror Story FX
  - Dawno, dawno temu, ABC
  - Czysta krew, HBO
  - Torchwood, BBC
  - Gra o tron, HBO
  - The Walking Dead, AMC

#### Najlepsza aktorka w serialu dramatycznym
- Claire Danes − Homeland
  - Connie Britton − Friday Night Lights
  - Mireille Enos − Dochodzenie
  - Julianna Margulies − Żona idealna
  - Eve Myles − Torchwood
  - Katey Sagal − Synowie Anarchii

#### Najlepszy aktor w serialu dramatycznym
- Timothy Olyphant − Justified: Bez przebaczenia
  - Bryan Cranston − Breaking Bad
  - Kyle Chandler − Friday Night Lights
  - Steve Buscemi − Zakazane imperium
  - Wendell Pierce − Treme
  - William H. Macy − Shameless – Niepokorni

#### Najlepsza aktorka w serialu komediowym
- Martha Plimpton − Dorastająca nadzieja
  - Laura Linney − Słowo na R
  - Felicity Huffman − Gotowe na wszystko
  - Melissa McCarthy − Mike i Molly
  - Amy Poehler − Parks and Recreation
  - Zooey Deschanel − Jess i chłopaki

#### Najlepszy aktor w serialu komediowym
- Louis C.K. − Louie
  - Elijah Wood − Wilfred
  - Charlie Day − U nas w Filadelfii
  - Matt LeBlanc − Odcinki
  - Joel McHale − Community
  - Martin Clunes − Doktor Martin

#### Najlepsza aktorka w miniserialu lub filmie telewizyjnym
- Kate Winslet − Mildred Pierce
  - Taraji P. Henson − Uprowadzony. Historia Tiffany Rubin
  - Diane Lane − Cinema Verite
  - Elizabeth McGovern − Downton Abbey
  - Jean Marsh − Schodami w górę, schodami w dół
  - Rachel Weisz − Ósma strona

#### Najlepszy aktor w miniserialu lub filmie telewizyjnym
- Jason Isaacs − Case Histories
  - William Hurt − Zbyt wielcy, by upaść
  - Laurence Fishburne − Thurgood
  - Idris Elba − Luther
  - Bill Nighy − Ósma strona
  - Hugh Bonneville − Downton Abbey

#### Najlepsza aktorka drugoplanowa w serialu, miniserialu lub filmie telewizyjnym
- Vanessa Williams − Gotowe na wszystko
  - Margo Martindale − Justified: Bez przebaczenia
  - Maya Rudolph − Do białego rana
  - Kelly Macdonald − Zakazane imperium
  - Sofía Vergara − Współczesna rodzina
  - Evan Rachel Wood − Mildred Pierce
  - Michelle Forbes − Dochodzenie
  - Maggie Smith − Downton Abbey

#### Najlepszy aktor drugoplanowy w serialu, miniserialu lub filmie telewizyjnym
- Ryan Hurst − Synowie Anarchii
- Peter Dinklage − Gra o tron
  - Ty Burrell − Współczesna rodzina
  - Walton Goggins − Justified: Bez przebaczenia
  - Donald Glover − Community
  - Neil Patrick Harris − Jak poznałem waszą matkę
  - James Woods − Zbyt wielcy, by upaść
  - Guy Pearce − Mildred Pierce

### Nagrody okolicznościowe
- Nagroda Mary Pickford za wkład w przemysł rozrywkowy: Mitzi Gaynor[1]
- Nagroda im. Nikoli Tesli za wkład w rozwój techniczny przemysłu filmowego: Douglas Trumbull[2]
- Nagroda autorów: Peter Bogdanovich[3]
- Najlepsza obsada: Służące
- Nagroda specjalna dla najlepszej obsady: Służące
- Najlepszy debiut: Paddy Considine (Tyranozaur)
- Najlepszy gościnny występ w serialu telewizyjnym: Jessica Lange (American Horror Story)

## Podsumowanie ilości nominacji
(Ograniczenie do dwóch nominacji)

### Kino
8: Drive
7: Czas wojny
6: Spadkobiercy, Wstyd
5: Artysta, Hugo i jego wynalazek
4: Moneyball, Albert Nobbs, Służące, Gliniarz, Drzewo życia, Siostra Mozarta, Super 8, Faust
3: Szpieg, O północy w Paryżu, Harry Potter i Insygnia Śmierci. Część II, Wojownik, Woda dla słoni, Mysteries of Lisbon
2: Anonimus, Mój tydzień z Marilyn, Oranges and Sunshine, Tyranozaur, Rzeź, Geneza planety małp, Transformers 3, Muppety, Przygody Tintina

### Telewizja
4: Justified: Bez przebaczenia, Mildred Pierce, Downton Abbey
3: Synowie Anarchii, Friday Night Lights, Zakazane imperium, Współczesna rodzina, U nas w Filadelfii, Community, Ósma strona
2: Breaking Bad, Treme, Gotowe na wszystko, Słowo na R, Odcinki, Louie, Cinema Verite, Thurgood, Zbyt wielcy, by upaść, Torchwood, Gra o tron, Dochodzenie

## Podsumowanie ilości nagród
(Ograniczenie do dwóch nagród)

### Kino
4: Drive
2: Spadkobiercy, Drzewo życia

### Telewizja
2: Justified: Bez przebaczenia, Mildred Pierce